# Jonas Bernholm
Jonas Olof Erik Bernholm född 25 november 1946 i Stockholm, är en svensk musikproducent. Han har varit aktiv   inom utgivning av grammofonskivor och research av klassisk amerikansk blues, soul, gospel och rhythm & blues-musik. Son till Barbro och Bernt Bernholm.
Under sin resa till USA 1968 kom Jonas Bernholm i direkt kontakt med många artister och producenter inom soul, blues och rhythm & blues. Han dokumenterade, intervjuade, lyssnade och levde i denna musikvärld. Tillbaka i Sverige startade han tillsammans med två vänner, Bengt Weine och Per Slim Notini, ett skivbolag, Route 66. Första utgåvan blev Opportunity Blues (1976) med Floyd Dixon. En strid ström av återutgivningar av bortglömd musik tog sin början, och de medverkande artisterna fick dessutom betalt.
Bernholms insatser för att dokumentera denna musik-era beskrevs av Ruth Brown som:
| ” | Out of the blue, just as things were really slowing down, came a lifeline from Europe | „ |

Jonas Bernholm gav ut 206 vinyl-album från 1976 till 2015. Etiketterna var bland annat Route 66, Mr.R&B, Blues Boy, Stockholm, Crown Prince, Saxophonograph, Jukebox och Gospel Jubilee.
Idag finns Jonas Bernholm Rhythm & Blues Collection, om cirka 25 000 exemplar av vinylskivor, brev, urklipp och fotografier, på Smithsonian Institution.
Boken Resan mot rockens rötter - Mr. R&B räddare ett musikaliskt världsarv beskriver Bernholms resor och skivutgivning.